# إميلي هانتينغتون ميلر
إميلي هانتينغتون ميلر (بالإنجليزية: Emily Huntington Miller)‏ هي كاتِبة وشاعرة أمريكية، ولدت في 1833 في Brooklyn, Connecticut ‏ في الولايات المتحدة، وتوفيت في 1913.

## وصلات خارجية
- إميلي هانتينغتون ميلر على موقع ميوزك برينز (الإنجليزية)